# Siarczyn potasu
Siarczyn potasu (nazwa Stocka: siarczan(IV) potasu), K
2SO
3 – nieorganiczny związek chemiczny z grupy siarczynów, sól kwasu siarkawego i potasu. Jest białym proszkiem, który utlenia się w obecności tlenu do siarczanu potasu. Otrzymuje się go w reakcji węglanu potasu z kwasem siarkawym:
K
2CO
3 + H
2SO
3 → K
2SO
3 + CO
2 + H
2O
Jest stosowany jako środek konserwujący (E225) oraz przy produkcji cukru i karmelu amoniakalno-siarczynowego.